# دوعمة عصفية الورق
دَوْعَمة عصفية الورق هو نبات ثنائي الفلقة ينتمي إلى جنس الدوعمة. تستوطن في أستراليا وهي واحدة من أنواع الدوعمة ذات التوزيع الأوسع في جميع أنحاء أستراليا. إنه نبات معمر بأوراق شبيهة بالعشب ويمكن زراعته بسهولة. تعد من النباتات اللاحمة لأنها تمتلك trichomes تحت الزهور التي يمكنها حبس الفريسة وهضمها.